# سميث ضد أولرايت
قضية سميث ضد أولرايت 321 الولايات المتحدة 649 (1944)، كانت قرارًا هامًا للغاية صدر عن المحكمة العليا في الولايات المتحدة بشأن حقوق التصويت وبالتالي التمازج العرقي. ألغى هذا الحكم قانون ولاية تكساس الذي يسمح للأحزاب بوضع قواعد داخلية تشمل استخدام الانتخابات البيضاء (انتخابات تحدد فيها الأحزاب المرشحين الذين يحق للناخبين التصويت لصالحهم وتستثني أي شخص من خلال تحديد هويته العرقية). قضت المحكمة بأنه من غير الدستوري أن تفوض الولاية سلطتها في الانتخابات للأحزاب بما يسمح بممارسة التمييز. تأثرت الأحكام الأخرى للولايات التي كانت تستخدم قاعدة الانتخابات البيضاء من هذا الحكم.
باستخدام هذه الوسيلة، استبعد الحزب الديمقراطي بفعالية مشاركة الناخبين من الأقليات، وقد كان ذلك وسيلة أخرى لحرمان السود قانونيًا في جميع أنحاء الجنوب ابتداءً من أواخر القرن التاسع عشر.
رفع لوني إي. سميث، طبيب أسنان أسود من منطقة فيفث وارد في هيوستن، وناخب في مقاطعة هاريس بولاية تكساس، دعوى قضائية ضد المسؤول الانتخابي في المقاطعة، إس. إس. أولرايت، للحصول على حق التصويت في الانتخابات التمهيدية التي يقوم بها الحزب الديمقراطي. كان التحدي في القانون الولائي لعام 1923 الذي يفوض الحزب بوضع قواعده الداخلية، حيث يُطلب من جميع الناخبين في الانتخابات التمهيدية أن يكونوا من البيض.
كان الحزب الديمقراطي يسيطر على السياسة في الجنوب منذ نهاية القرن التاسع عشر. في الفترة بين عامي 1890 و1908، حرمت التشريعات في الدول المتحدة السابقة للاتحاد الأمريكي السود بشكل فعال من حقهم في التصويت من خلال دساتير وقوانين جديدة رفعت حواجز تسجيل الناخبين والتصويت. أدى ذلك إلى إضعاف الحزب الجمهوري في جميع الولايات الجنوبية باستثناء تينيسي ونورث كارولاينا، حيث استمر الولاء الكبير للجمهوريين الأبالاتشيين البيض، وأدى ذلك إلى إجراء الانتخابات التنافسية الوحيدة ضمن الانتخابات التمهيدية للحزب الديمقراطي. استخدمت تكساس ضرائب النفوس والانتخابات التمهيدية البيضاء لاستبعاد ما يقرب من جميع السود والهسبانيين والأقليات الأخرى عن التصويت.

## الإصدار
استجوبت قضية سميث ضد أولرايت ما إذا كان للولايات الحق الدستوري في منع الناخبين بناءً على انتمائهم للحزب السياسي. رفض حزب الديمقراطيين في ولاية تكساس منح سميث حق التصويت بناءً على لون بشرته. حاول سميث التصويت في الانتخابات التمهيدية للحزب الديمقراطي، التي ترشح فيها المرشحون لعضوية مجلس النواب والشيوخ ومنصب الحاكم، بالإضافة إلى ضباط آخرين في الولاية. ينص دستور ولاية تكساس أن كل شخص مؤهل من خلال إقامته في منطقة أو مقاطعة، بالإضافة إلى عوامل أخرى غير ذات صلة، «يعتبر ناخبًا مؤهلًا» في المادة السادسة، الفصل الثاني، والفصول الثانية عشر والثالثة عشر من القوانين تتطلب الانتخابات التمهيدية للسناتورات والنواب وضباط الولاية. كان حزب الديمقراطيين في ولاية تكساس «جمعية طوعية» ومحميًا من التدخل من قبل الدولة باستثناء «ما فيه من مصلحة استخدام الأساليب والتعابير العادلة من قبل أعضائه عن تفضيلاتهم في اختيار مرشحيهم، ويمكن للدولة تنظيم مثل هذه الانتخابات من خلال قوانين مناسبة». وهو حق محمي في إعلان الحقوق في ولاية تكساس.
يُسمح للحزب بتحديد سياسته الخاصة وعضويته وفقًا لقرار وابلز ضد ماراست، واعتمد سياسة تتيح لجميع المواطنين البيض المؤهلين للتصويت في ولاية تكساس الانضمام كأعضاء، مما يعني أنه يُسمح فقط للمواطنين البيض بالتصويت. إن التمسك بسياسات تسمح فقط للمواطنين من جنس أو لون معين بالتصويت هو ممارسة تمييزية بالفطرة. تحمي التعديلات الرابعة عشر والخامسة عشر والسابعة عشر من مثل هذه الأفعال في أية ولاية. القضية هي ما إذا كان حزب الديمقراطيين في ولاية تكساس مستقلًا عن الدولة وحر في وضع سياساته كما يشاء. لم يُسمح لسميث بالتصويت في الانتخابات التمهيدية التي أجراها الحزب الديمقراطي بسبب لون بشرته. يُجادل هو نفسه، الطاعن في الدعوى، بأنه نظرًا لعدم السماح له بالمشاركة في انتخابات الولاية، فإن الحزب ليس مستقلًا عن الدولة. كان هناك قراران متعارضان من المحكمة العليا يعيقان السابق القضائي لهذه القضية: غروفي ضد تاونزند، والولايات المتحدة ضد كلاسيك.

### غروفي ضد تاونزند
في قضية غروفي ضد تاونزند، جادل الطاعن في الدعوى بأنه منع من الحصول على ورقة اقتراع لانتخابات التمهيدية للحزب الديمقراطي، على الرغم من كونه مواطنًا شرعيًا للولايات المتحدة الأمريكية. سيكون بذلك غائبًا في يوم الانتخابات وطلب ورقة اقتراع بالبريد. لكن تم رفض منحه الورقة الانتخابية بناءً على نص قانوني في اتفاقية الديمقراطيين في ولاية تكساس الذي ينص على ما يلي:
«جميع المواطنين البيض في ولاية تكساس المؤهلون للتصويت وفقًا للدستور والقوانين الولائية يحق لهم الانضمام إلى الحزب الديمقراطي وبالتالي المشاركة في مشاوراته»
جرى جدل بأن هذا الرفض على أساس العرق واللون يشكل انتهاكًا مباشرًا وغير قانوني للتعديلين الرابع عشر والخامس عشر للدستور الأمريكي. إن إنكار حق الطاعن في الدعوى في الحصول على ورقة الاقتراع بناءً على عرقه أو لونه قانوني بموجب القانون الولائي لتكساس، ولكنه غير دستوري. ينص التعديل الرابع عشر على أنه لا يجوز أن ينتهك حق أي مواطن، سواء كان متجنسًا أم ولد في الولايات المتحدة، بأي قانون، ولا يجوز أن يحرموا من الحياة أو الحرية أو الممتلكات بدون إجراءات قانونية مناسبة، ولا يجوز أن يمنعوا أي مواطن من الحصول على حماية متساوية بموجب القوانين.
السؤال الرئيسي في قضية غروفي كان ما إذا كان إعلان انتماء للحزب يُعد عملًا من جانب الدولة. كانت حجة المستجيبين للقضية أن قرار اتفاقية الولاية الذي يحد من العضوية لا يحد من مشاركة الناخبين السود، ولا سيما الطاعن في الدعوى. أصدرت المحكمة العليا للولايات المتحدة حكمًا بأن المستجيبين لم يميزوا ضد الطاعن في الدعوى وبالتالي لم ينكروا أي حقوق ضمن التعديلين الرابع عشر والخامس عشر.

### الولايات المتحدة ضد كلاسيك
في قضية الولايات المتحدة ضد كلاسيك، قدمت تهمتان فدراليتان ضد ستة مفوضين انتخابات، متهمين بالتآمر والفساد في الانتخابات التمهيدية الديمقراطية لممثل الولايات المتحدة. اتهموا بتزوير وتعديل الأصوات المدلى بها. حُددت صحة التهمة بناءً على حكم قضية نيوبري ضد الولايات المتحدة الذي حكم بأن الانتخابات التمهيدية لا تخضع للرقابة الكونغرسية بنفس طريقة الانتخابات العامة. لذلك، كان السؤال هو ما إذا كان من المسموح للكونغرس تنظيم الانتخابات التمهيدية، وتحديدًا لحماية الناخبين من تزوير الأصوات أو تعديلها. أصدرت المحكمة العليا للولايات المتحدة حكمًا بأن المادة الأولى من الدستور تأذن للكونغرس بتنظيم الانتخابات، بالإضافة إلى أنها تسمح للكونغرس باختيار أية صلاحيات دستورية يتم تنفيذها.

## القرار
أصدرت المحكمة العليا حكمًا بأغلبية 8-1 بأن ولاية تكساس حرمت سميث من حقه بموجب التعديل الخامس عشر للتصويت، مما يحرمه أيضًا من الحق بالحماية المتساوية بموجب التعديل الرابع عشر للدستور. كانت ممارسة حرمان الناخبين على أساس عرقهم أمرًا تمييزيًا، واعتبرت ولاية تكساس مسؤولة عن ذلك، حيث فوضت السلطة للحزب الديمقراطي. تم بالتالي إلغاء قرار غروفي ضد تاونزند والتراجع عن القرارات السابقة بحرمان سميث. دافع ثورغود مارشال، الذي أصبح أول قاضٍ أسود في المحكمة العليا، عن القضية ممثلًا الجمعية الوطنية للنهوض بالملونين. دافع مارشال عن هذا الحكم وأكد لاحقًا أن هذه القضية كانت الأهم بالنسبة له.